# Can Cabanelles
Can Cabanelles és una obra historicista de Mataró (Maresme) protegida com a bé cultural d'interès local.

## Descripció
Edifici de planta baixa i pis, i planta baixa i dos pisos a la part posterior. Presenta una planta en forma d'U, enmig de la qual hi ha l'església de composició neogòtica. Es caracteritza per tenir una volumetria compacte excepte les dues galeries presenta a la façana de migdia, acabades amb arcs de mig punt sustentats per columnes i barana balustrada. Aquests mateixos arcs es repeteixen en planta baixa en portes i finestres. La coberta de les ales laterals és a dues aigües i en la façana a migdia la coberta està tapada visualment per un acroteri amb balustres. Al pati hi ha una escultura d'Antoni Martí Cabanelles realitzada per l'escultor Agapit Vallmitjana.

## Història
L'edifici fou inaugurat l'any 1874 i fou construït pels marmessors del metge cirurgià Antoni Cabanelles i Casanovas.